# Adalberta
Adalberta – imię pochodzenia germańskiego. Żeński odpowiednik imienia Adalbert. W Polsce spotykane bardzo rzadko, choć notowane już w średniowieczu.
Adalberta imieniny obchodzi: 23 kwietnia i 11 maja.
W innych językach:
- niemiecki – Adalberta
- węgierski – Adalberta